# Hyperöstrogenismus beim Hund
Der Hyperöstrogenismus beim Hund ist ein Krankheitsbild, das durch eine Überproduktion von weiblichen Geschlechtshormonen (Östrogene) verursacht wird. Die Krankheit kommt sowohl bei Hündinnen als auch bei Rüden vor und kann verschiedene Ursachen haben.
Das Krankheitsbild beim Menschen findet sich unter Hyperöstrogenismus.

## Ursachen
Der Hyperöstrogenismus wird bei weiblichen Hunden z. B. durch Ovartumoren oder Ovarzysten hervorgerufen. Bei Rüden kann eine Hyperöstrogenie durch Hodentumoren verursacht werden. Bei beiden Geschlechtern kann auch ein Tumor der Nebenniere in seltenen Fällen zu Hyperöstrogenismus führen.
Durch die krankhaften Veränderungen an den Geschlechtsorganen werden zu viele Östrogene produziert, was verschiedene Folgen haben kann.

## Symptome und Folgen
- Alopezie, anfangs kein Juckreiz und keine Schmerzen
- Schwellung des Gesäuges
- Sexuelle Attraktivität des erkrankten Tieres für männliche Hunde
- Knochenmarksdepression (Funktionsstörung): führt zu Leukopenie, Anämie, Thrombozytopenie bis hin zum Absterben der Blutbildenden Zellen des Knochenmarks (Myelophthisis).
- bei Hündinnen:
  - Vulvaschwellung
  - Scheidenausfluss
  - Mukometra
  - Verhornung der Vagina (Reibeisenvagina)
- bei Rüden:
  - Atrophie der Hoden
  - Atrophie der Prostata
  - Bildung von Mammatumoren
  - Feminisierung
  - Ödem der Vorhaut

## Behandlung
Beim Rüden wird als Behandlungsmaßnahme eine Kastration vorgeschlagen, bei der Hündin sollte eine Ovariohysterektomie (Entfernung der Gebärmutter und der Eierstöcke) erfolgen. Liegen keine Komplikationen wie etwa Tumormetastasen oder Myelophthisis vor, sollten sich die Symptome nach der Operation des Tieres durch den Tierarzt innerhalb von drei Monaten wieder normalisieren.